# Ian Wynne
Ian Wynne, född den 30 november 1973 i Sevenoaks, Storbritannien, är en brittisk kanotist.
Han tog OS-brons i K-1 500 meter i samband med de olympiska kanottävlingarna 2004 i Aten.